# میسلیدیس دیاز گونزالس
میسلیدیس دیاز گونزالس (اسپانیایی: Misleydis Díaz González‎؛ زادهٔ ۲۳ اوت ۱۹۸۸) تنیس‌باز بازنشستهٔ اهل کوبا است. او در دوران حرفه‌ای خود چهار عنوان دو نفره در تور زنان آی‌تی‌اف کسب کرد. دیاز گونزالس در ۱۴ نوامبر ۲۰۱۱ به بهترین رتبهٔ انفرادی خود در رده‌بندی جهانی، یعنی شمارهٔ ۸۶۱، دست یافت و در ۱۰ اکتبر همان سال در رده‌بندی دونفره به رتبهٔ ۶۴۹ رسید. او در رقابت‌های جام بیلی جین کینگ برای تیم ملی کوبا شرکت کرد و با ثبت ۵ پیروزی و ۴ شکست، عملکردی مثبت از خود به‌جا گذاشت.